# Pigmalion

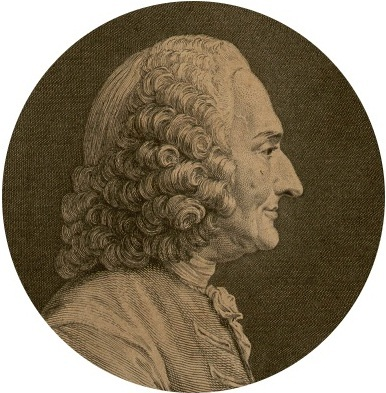
Jean-Philippe Rameau

Pigmalion är en opera (Acte de ballet) i en akt med musik av Jean-Philippe Rameau och libretto av Ballot de Sauvot efter Antoine Houdar de la Mottes opéra-ballet Le triomphe des arts (1700).

## Historia
Rameau lär ha skrivit Pigmalion på mindre än åtta dagar i ett försök att hjälpa Parisoperans nya ledning ut ur finansiella bekymmer. Trots att den inte kunde avhjälpa syftet blev operan populär och från dess premiär den 27 augusti 1748 till dess sista uppsättning under 1700-talet spelades den mer än 200 föreställningar på Parisoperan och vid kungliga hovet.

## Om operan

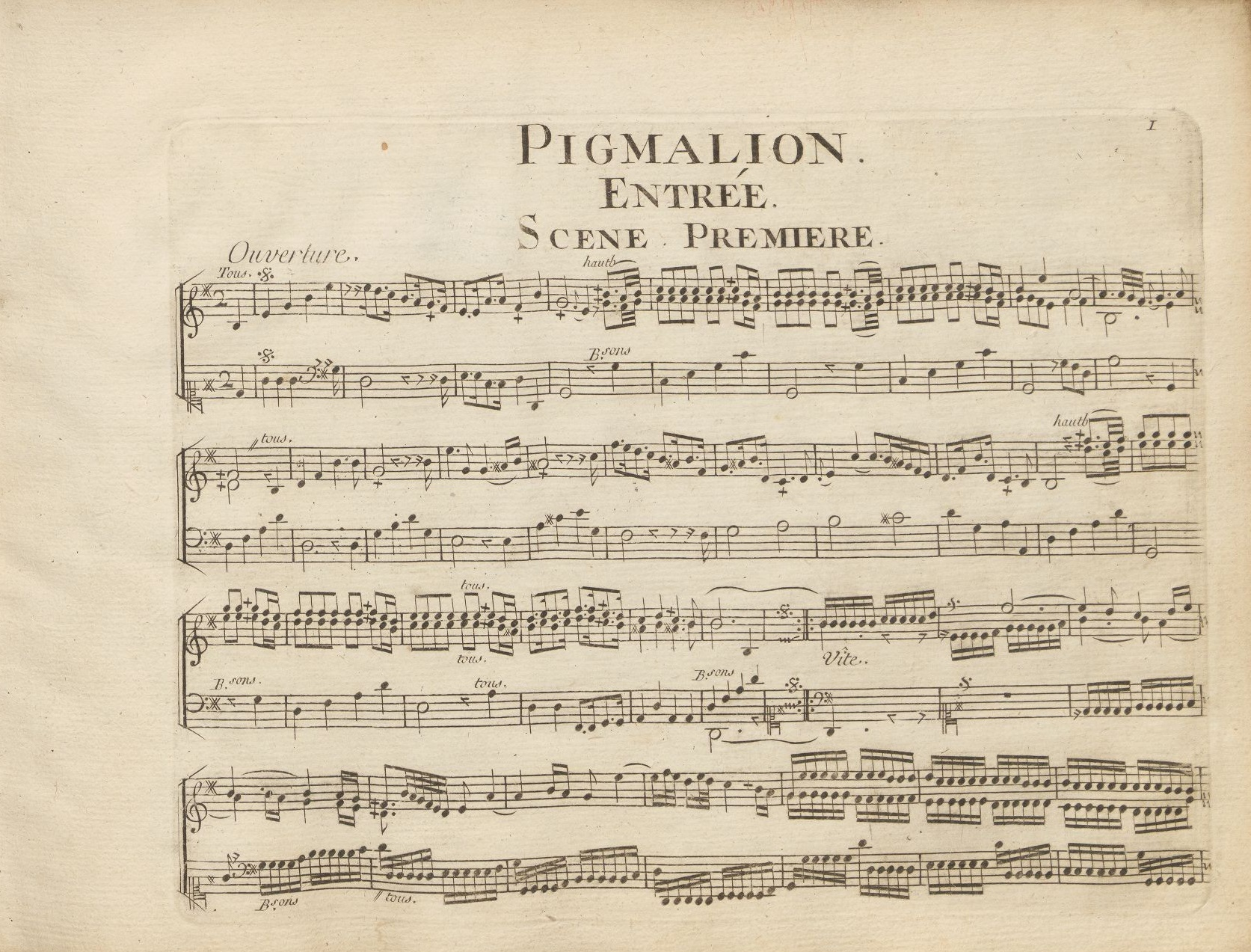
Ouvertyren till Pigmalion.

Verket lånar mestadels av handlingen från de la Mottes libretto till avsnittet La sculpture i operabaletten Le triomphe des arts. Emedan dylika lån var vanliga i övriga Europa var det inte förrän Pigmalion som det anammades i Frankrike. Även då var det till en början kritiserat men verket blev senare ett av Rameaus mest populära operor. 
Handlingen bygger på den antika myten om kung Pygmalion av Cypern som förälskade sig i den staty han hade skulpterat. Myten finns återberättad i Ovidius Metamorfoser. Den livliga ouvertyren ska skildra skulptörens arbete med hammare och mejsel. Rollen som statyn krävde både en talang som ballerina och sångerska.

## Personer
- Pigmalion (Pygmalion) (haute-contre)
- L'Amour (Amor) (sopran)
- Céphise, Pigmalions fästmö (sopran)
- La statue animée (Den levande statyn) (ballerina och sopran)

## Handling
Skulptören Pigamlion har handlöst förälskat sig i en av sina statyer vilket har gjort att han inte längre älskar sin fästmö Céphise. I sin desperation ber han om kärleksgudinnan Venus råd. På ett tecken från Amor får statyn liv och uttrycker sin kärlek till den hänförde Pigmalion. Turligt nog finner Amor en ny kärlek till Céphise.